# Monomer
Monomer är inom kemin utgångsmolekylen vid polymerisation. Monomererna (”mono”: en enhet/del) sammanfogas till långa molekylkedjor genom polymerisationen och resultatet blir en polymer med monomeren som upprepande enhet.